# Ytterøy kommun
Ytterøy kommun (norska: Ytterøy kommune) var en kommun i Nord-Trøndelag fylke i Norge.

## Administrativ historik
Ytterøy kommun upprättades den 1 januari 1838 (som Ytterøen formannskapsdistrikt) när Formannskapslovene från 1837 trädde i kraft. Kommunen omfattade då den norra delen av nuvarande Levangers kommun (området kring ön Ytterøya), den västra delen av nuvarande Inderøy kommun (tidigare Mosviks kommun), den västligaste delen av nuvarande Steinkjers kommun (den sydvästra delen av tidigare Verrans kommun) samt en mindre del av nuvarande Indre Fosens kommun (området kring orten Verrabotn).
Den 1 januari 1867 bröts Mosvik og Verrans kommun ut ur kommunen som då minskade från 4 448 invånare före delningen till 1 499 invånare efter. Den betydligt mindre återstående delen omfattade enbart området kring ön Ytterøya i den norra delen av nuvarande Levangers kommun.
Den 1 januari 1964 gick Ytterøy kommun upp i Levangers kommun. Kommunens hade då 772 invånare.